# Vitry-sur-Seine
Vitry-sur-Seine ist eine französische Stadt mit 95.282 Einwohnern (Stand 1. Januar 2022) im Département Val-de-Marne und ein südlicher Vorort von Paris in der Region Île-de-France.

## Geographie
Vitry-sur-Seine liegt am Westufer der Seine, kurz bevor die Marne in diese mündet. Die Entfernung zum Zentrum von Paris beträgt etwa zehn Kilometer. Die Stadt erstreckt sich von einem auch heute noch weitgehend begrünten Hügelgebiet bis zum Port-à-l’Anglais an der Seine, dem bereits im 13. Jahrhundert angelegten Hafen, an dem sich das Industriegebiet der Stadt befindet. Der Boden des Gemeindegebiets führt Gips- und Kalk-Lagerstätten, die bis ins 20. Jahrhundert hinein ausgebeutet wurden. Die Stadt ist außerdem bekannt für ihren Weinberg und für ihre Feigen und ihren Flieder.
Nachbargemeinden sind Ivry-sur-Seine, Alfortville, Choisy-le-Roi, Thiais, Chevilly-Larue und Villejuif.

## Geschichte
Ebenso wie andere französische Orte namens Vitry ist auch hier der Name römischen Ursprungs; bei Vitry fand zur Zeit der römischen Invasion Galliens ein für die Römer siegreiches Gefecht statt, die den Ort daraufhin Victoriacum nannten (der Name ist allerdings für diesen Ort erst seit dem 9. Jahrhundert belegt). Seit Ende des 14. Jahrhunderts war die Bezeichnung des Ortes Vitry-près-Paris, bis die Gemeinde 1897 offiziell in Vitry-sur-Seine umbenannt wurde. Die strategisch wichtige Seine-Brücke Pont-à-l’Anglais war mehrfach Schauplatz von Gefechten, so 1358, als hier Truppen des Dauphins gegen Truppen Karls von Navarra kämpften, sowie 1434, als sich hier Burgunder und Armagnacs gegenüberstanden. Auch während der Bartholomäusnacht 1572 und während des Fronde-Aufstands 1652 spielte die Kontrolle des Seineübergangs von Vitry eine wichtige Rolle.
Mit der Industrialisierung entwickelte sich Vitry zu einem klassischen Arbeitervorort von Paris, der seit 1925 eine kommunistische Stadtverwaltung aufweist. Im Ersten Weltkrieg fielen 736 Einwohner der Stadt, der Zweite Weltkrieg kostete 422 Einwohner das Leben. 1901 lebten in der Stadt 9.894 Einwohner, vor allem nach dem Zweiten Weltkrieg wuchs die Zahl stark an und erreichte 1975 86.000. Seit den 1970er Jahren entwickelte sich Vitry, wie andere Gemeinden der Pariser Banlieue, zu einem sozialen Brennpunkt. Die Einwanderung aus dem Maghreb und Subsahara-Afrika sorgte für Konflikte, wirtschaftliche Krisen für eine relativ hohe Arbeitslosigkeit. Der Abriss einer hauptsächlich von Ausländern bewohnten Siedlung im Jahr 1980 führte zu massiven Protesten gegen den kommunistischen Bürgermeister Paul Mercieca. Auch der gewaltsame Tod des 15-jährigen Abdelkader im selben Jahr erhöhte die Spannungen zwischen den ethnischen Gruppen in Vitry. Im Dezember 2001 kam es nach dem Tod eines Jungen aus Vitry erneut fünf Tage lang zu schweren Krawallen, bei denen mehrere Dutzend Autos in Brand gesteckt wurden. Im Jahre 2002 wurde in Vitry die 17-jährige Sohane Benziane bei lebendigem Leibe verbrannt; dies war Anlass für die Bewegung Ni Putes Ni Soumises, die sich für die Rechte von Migrantinnen einsetzt. Von den Ausschreitungen des Jahres 2005 blieb Vitry weitgehend verschont.

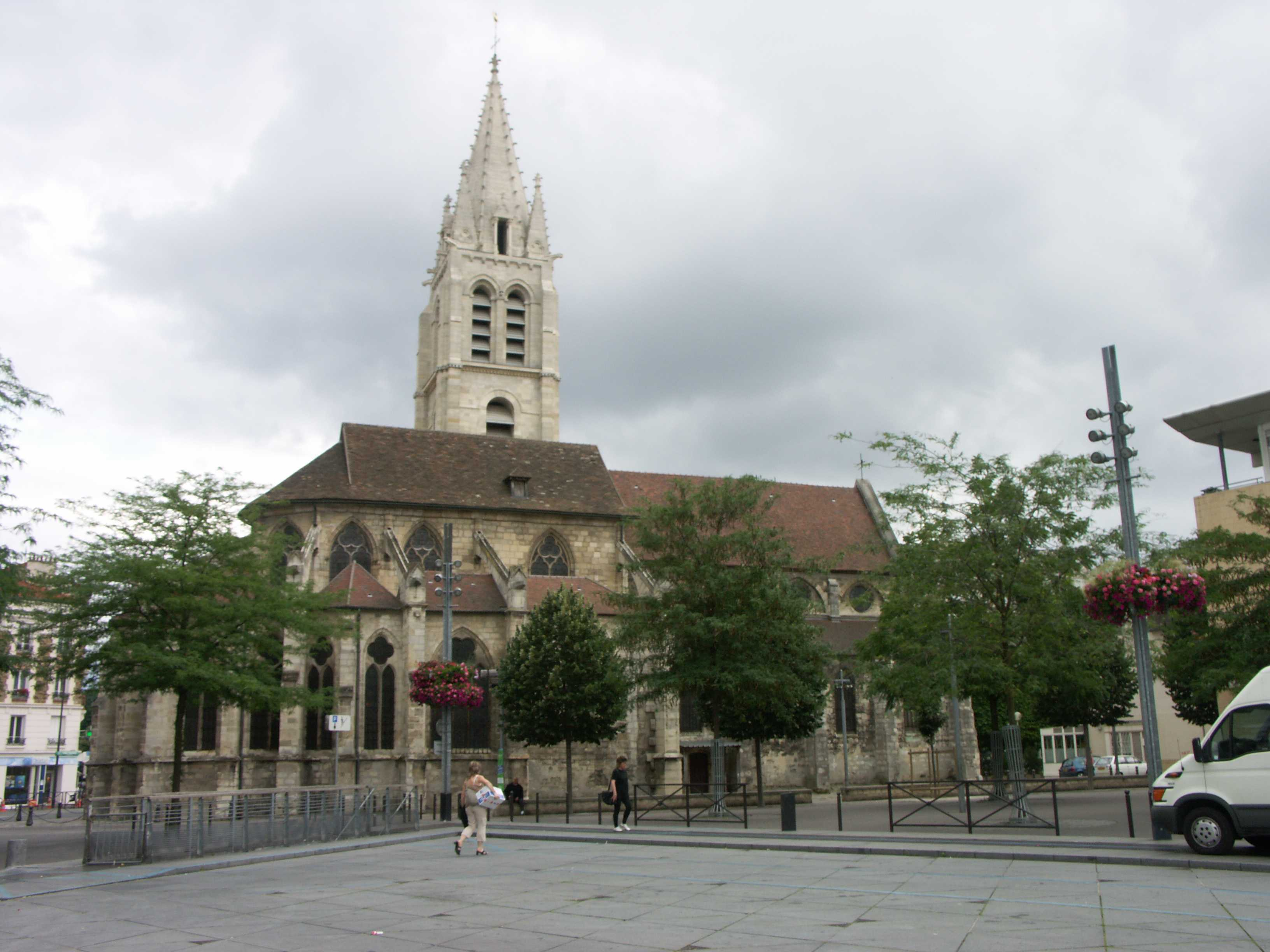
Vitry, Saint-Germain

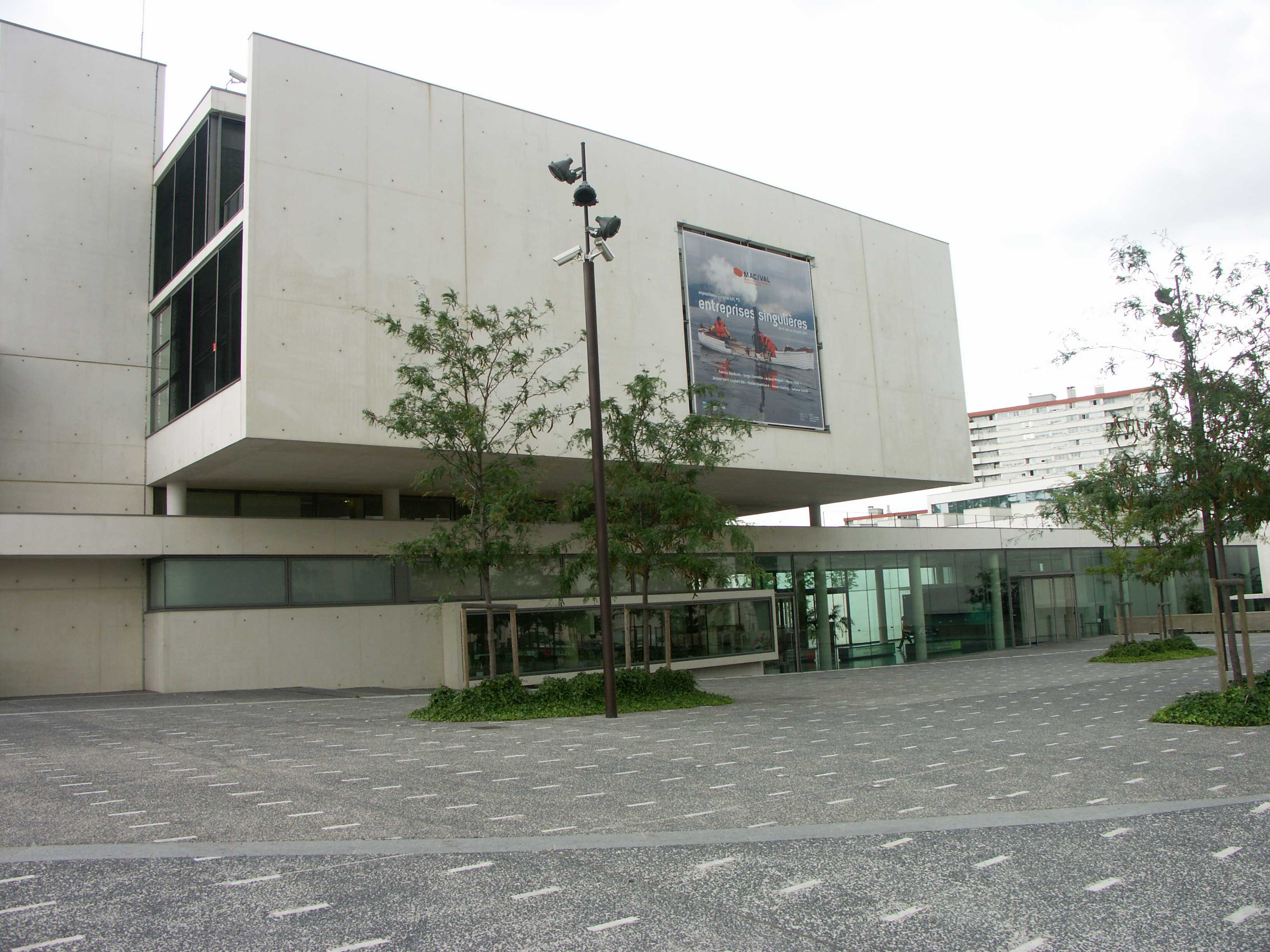
Musee d’art contemporain

| Bevölkerungsentwicklung | Bevölkerungsentwicklung | Bevölkerungsentwicklung | Bevölkerungsentwicklung | Bevölkerungsentwicklung | Bevölkerungsentwicklung | Bevölkerungsentwicklung | Bevölkerungsentwicklung | Bevölkerungsentwicklung | Bevölkerungsentwicklung |
| ----------------------- | ----------------------- | ----------------------- | ----------------------- | ----------------------- | ----------------------- | ----------------------- | ----------------------- | ----------------------- | ----------------------- |
| Jahr                    | 1962                    | 1968                    | 1975                    | 1982                    | 1990                    | 1999                    | 2009                    | 2011                    | 2013                    |
| Einwohner               | 64.409                  | 77.846                  | 87.316                  | 85.263                  | 82.400                  | 78.908                  | 85.380                  | 86.375                  | 90.075                  |

## Sehenswürdigkeiten
- Château François Paparel, erbaut 1708 für den Schatzmeister Ludwigs XIV. Das Gebäude wurde allerdings 1912 abgerissen.
- Kirche Saint-Gervais-Saint Protais, wurde im Verlauf der Französischen Revolution zerstört
- Kirche Saint-Germain, ein Bau aus dem 12. Jahrhundert, der die Zeiten überdauert hat; er ist vor allem durch romanische und gotische Bauelemente geprägt
- Museum für zeitgenössische Kunst von Val-de-Marne (MAC/VAL – Musée d’art contemporaine du Val-de-Marne)

## Verwaltung
Vitry ist Teil von drei Kantonen:
- Kanton Vitry-sur-Seine-Est (27.812 Einwohner)
- Kanton Vitry-sur-Seine-Nord (24.986 Einwohner)
- Kanton Vitry-sur-Seine-Ouest (26.110 Einwohner)

## Verkehr
Vitry verfügt über zwei Bahnhöfe der RER-Linie C (Vitry-sur-Seine und Les Ardoines) an der Bahnstrecke Paris–Bordeaux, über die auch der Flughafen Orly erreicht werden kann.

## Partnerstädte
Vitry-sur-Seine ist Partnergemeinde von
- Meißen, Deutschland
- Burnley, Großbritannien
- Kladno, Tschechien

Mit Tombola in Mali gibt es eine Entwicklungszusammenarbeit.

## Persönlichkeiten
Folgende Persönlichkeiten wurden in Vitry geboren oder haben dort gelebt:
- Jacques de Vitry (um 1160/70–1240), Kardinal und Prediger gegen die Albigenser im 13. Jahrhundert
- Étienne de Vitry (14. Jahrhundert), Kardinal
- Jean-Baptiste Brunet (1763–1824), General
- Pierre Châtelain-Tailhade (1904–1977), Journalist
- Roger Rioland (1924–2018), Radrennfahrer
- Guy Husson (1931–2025), Hammerwerfer
- Daniel Duval (1944–2013), Schauspieler und Regisseur
- Cerrone (* 1952), Musiker, Komponist und Produzent von Disco-Musik und Gründer des Independent-Labels Malligator Records
- Alain Iannetta (* 1953), Autorennfahrer
- Stéphane Plantin (* 1971), Handball-Weltmeister
- Rohff (* 1977), Rapper
- Benoît Caranobe (* 1980), Turner
- Jimmy Briand (* 1985), Fußballspieler
- Steven Pinto-Borges (* 1986), Fußballspieler
- Cédric Bakambu (* 1991), französisch-kongolesischer Fußballspieler
- Louna Espinosa (* 1999), Schauspielerin
- Nathan Ismar (* 1999), Hochspringer
- Yacine Adli (* 2000), Fußballspieler